# Minua crassa
Minua crassa is een hooiwagen uit de familie Minuidae.